# میچیو تاکی
میچیو تاکی (به انگلیسی: Michiyo Taki) بازیکن فوتبال اهل ژاپن و عضو تیم ملی فوتبال ژاپن است که در تاریخ ۲۹ اوت ۱۹۲۷ میلادی اولین بازی ملی‌اش را انجام داد. او در ۱ بازی ملی حضور داشت و آخرین بازی ملی خود را در تاریخ ۲۹ اوت ۱۹۲۷ میلادی انجام داد. میچیو تاکی در بازی‌های ملی‌اش
گلی به ثمر نرساند.